# Evil Dead – Gonosz halott 2.
Az Evil Dead – Gonosz halott 2. (eredeti cím: Evil Dead 2: Dead by Dawn) 1987-es horror-vígjáték, a Gonosz halott folytatása. A második film nem közvetlenül az első film történéseit folytatja, hanem jelentős eltérésekkel újrameséli az eddig történteket (pl. az első rész 5 szereplőjéből csupán Ash-t és Lindát  láthatjuk). Ez több nézőt és rajongót összezavart, tekintettel arra, hogy ezek alapján lehetetlen volt megmondani, hogy a film az első rész folytatása, vagy újragondolása. A második film azonban az első film teljes értékű folytatásának minősül, a felvezetőben látható eltérések oka, hogy a filmesek a folytatás előkészítése során abszurd módon nem jutottak hozzá saját filmjük jogaihoz. Hogy ezt a problémát megkerüljék, a második rész történéseihez vezető eseményeket újra kellett mesélniük, hogy az a folytatás "sajátja" lehessen. A főszereplőt alakító Bruce Campbell elmondása szerint ezt a kényszermegoldást a néző könnyen figyelmen kívül hagyhatja, elég, ha a második filmet attól a ponttól kezdve veszi figyelembe, mikor az erdőben kísértő entitás elsodorja a főhőst.

## Cselekmény
Az előző filmben történtekhez hasonlóan Ashley J. "Ash" Williams és barátnője, Linda romantikus kirándulásra indul a hegyekbe. Itt egy látszólag lakatlan házra bukkannak, ahol egy magnetofonon Ash lejátssza a ház korábbi lakója, Raymond Knowby által hátrahagyott hangfelvételt. A szalagon Knowby egy, a Halottak Könyve néven ismert, sötét mágiával teli varázskönyvből mormol el egy rosszindulatú ráolvasást. Ash és Linda ezzel akaratuk ellenére gonosz szellemeket idéznek meg, melyek egyike megöli a nőt és megszállja a testét. Ash lefejezi és eltemeti Lindát, pirkadatkor pedig kísérletet tesz rá, hogy elhagyja a lidérces házat, ám ekkor az egyik szellem őt is a hatalmába keríti (a második film cselekménye érdemben itt veszi kezdetét).   
A napfénynek köszönhetően azonban a szellem kiszáll a testéből. Ash ismét a házban kényszerül menedéket keresni, ahol hamarosan megjelenik Linda élőholt feje, aki belemar a férfi jobb kezébe. Kisvártatva a nő csonka teste is betör a házba, egy láncfűrésszel felfegyverkezve. Ash azonban sikeresen legyűri egykori barátnője maradványait, azonban saját jobbjától is kénytelen megszabadulni, mivel a végtag az egykori Linda harapását követően ellene fordul és még ezután is szívós ellenfélnek bizonyul.
Mindeközben Knowby professzor lánya, Annie és munkatársa, Ed Getley valamint az őket útba igazító helybéliek (Jake és Bobby Joe) szintén a házhoz érkeznek. Itt szembe találják magukat Ash-el, aki harcra készen fogadja őket, és akit - mivel úgy vélik, ő a felelős a Knowby házaspár haláláért - a pincébe zárnak. A professzor magnószalagjait meghallgatva azonban megtudják, hogy Knowby szellemeket idézett meg, valamint, hogy az egyik szellem a professzor feleségét, Henriáttát is megszállta. Knowby így kénytelen volt végezni feleségével és eltemetni őt - a ház pincéjében. Ash-t az utolsó pillanatban sikerül megmenteniük az élőholt asszonytól, a benne lakó szellem azonban megszállja Ed-et, akivel Ash egy fejsze segítségével végez. A rémült Bobby Joe az erdőbe fut, ahol azonban a megelevenedett fák áldozatául esik. Jake, abban a hiszemben, hogy barátnője még életben van, fegyverrel kényszeríti Annie-t és Ash-t Bobby Joe keresésére. A Halottak könyve hiányzó oldalainak lapjait, amiket Annie az apjával folytatott közös ásatásokról hozott magával és amiket időközben lefordított, a pincébe szórja.
A házat elhagyva azonban Ash-t ismét megszállja a rá leselkedő szellem, és lefegyverzi Jake-et, akit végül Annie öl meg, abban a hiszemben, hogy a szörnyeteggé vált Ash-el küzd.
Annie a pincébe vonszolja Jake testét, majd valóban szembekerül Ash-el, aki azonban az előzőleg Lindának ajándékozott nyaklánc látványának hatására felülkerekedik a szellemen. Ezt követően az Annie segítségével elvesztett jobbja helyére illesztett láncfűrésszel, baljában pedig Jake Ramington puskájával lemegy a pincébe, hogy magukhoz vegyék a Halottak Könyve oldalait, majd végeznek az itt rájuk támadó, élőholt Henriettával.
Ezt követően a környéken ólálkodó összes az összes szellem megrohamozza a házat. Ash eddig rejtőzködő  jobb keze hátba szúrja az őket megfékezni igyekvő Annie-t, aki azonban utolsó erejével képes befejezni a megfelelő varázsigét. Az így megnyíló, örvénylő időkapu magába szippantja a szellemeket - azonban velük együtt Ash-t is.
A férfi láncfűrésze, puskája és autója kíséretében a Kr.u. 1300-as években landol, ahol egy csapat páncélos lovag talál rá. Miután Ash fegyvere segítségével végez egy váratlanul megjelenő démonnal, a lovagok "kiválasztottként" ünneplik és a lábai elé borulnak, amely ponton a férfi teljesen összeomlik...

## Szereplők
| Színész         | Szerep                    | Magyar hang        | Magyar hang        |
| Színész         | Szerep                    | 1. magyar változat | 2. magyar változat |
| --------------- | ------------------------- | ------------------ | ------------------ |
| Bruce Campbell  | Ash Williams              | Tarján Péter       | Selmeczi Roland    |
| Sarah Berry     | Annie Knowby              | Orosz Helga        | Kiss Erika         |
| Dan Hicks       | Jake                      | Szűcs Sándor       | Bicskey Lukács     |
| Kassie DePaiva  | Bobby Joe                 | Hámori Eszter      | Böhm Anita         |
| Ted Raimi       | megszállott Henrietta     | N/A                | Kassai Ilona       |
| Denise Bixler   | Linda                     | Biró Anikó         | Haumann Petra      |
| Richard Domeier | Ed Getley                 | Breyer Zoltán      | Dévai Balázs       |
| John Peaks      | Raymond Knowby professzor | Kardos Gábor       | Rosta Sándor       |
| Lou Hancock     | Henrietta Knowby          | Várnagy Katalin    | Kassai Ilona       |